# Lagopsis supina
Lagopsis supina là một loài thực vật có hoa trong họ Hoa môi. Loài này được (Steph. ex Willd.) Ikonn.-Gal. mô tả khoa học đầu tiên năm 1937.